# Automationsteknolog
Automationsteknolog er en to-årig SU-berettiget Erhvervsakademiuddannelse, som kan læses på KEA - Københavns Erhvervsakademi, EAAA - Erhvervsakademi Aarhus, EA Dania - Randers og UCN - Aalborg.
Uddannelsen er det nærmeste man i Danmark kommer på en decideret PLC-programmøruddannelse, men der lægges også stor vægt på projektledelse og regulering. Under uddannelsen vil man opbygge en forståelse for maskindirektivet, EN/ISO-standarder og hele CE-mærkningsprocessen.
Uddannelsen er stiftet i 2011, og er skabt på baggrund af arbejdsmarkedets mangel på PLC- og reguleringsspecialister.
Der er stor mulighed for indflydelse på egen uddannelse da en stor del af uddannelsen er valgfag, heraf kan nævnes: robotteknologi, objektorienteret programmering, programmerings-standarder, HMI/SCADA osv.

## Adgangskrav
- almen studentereksamen(stx)
- merkantil studentereksamen (hhx)
- teknisk studentereksamen (htx)
- hf-eksamen (hf)
- EUX - alle med fysik C og matematik C
- Elektriker med specialerne: bygningsautomatik, installationsteknik, kommunikationsteknik samt styrings- og reguleringsteknik
- VVS-Energispecialist
- Automatik- og procesuddannelsen (med specialer)
- Elektronik- og svagstrømsuddannelsen, procesoperatør (trin 2)
- Data- og kommunikationsuddannelsen (med specialer)
- Anden relevant erhvervsuddannelse med fysik C og matematik C
- Adgangseksamen til ingeniøruddannelserne

## Link
- Der kan læses mere om uddannelsen her

### Skolerne
- København: http://www.kea.dk/da/uddannelser/erhvervsakademiuddannelser/automationsteknolog/ Arkiveret 21. september 2013 hos  Wayback Machine
- Odense og Fredericia: http://www.eal.dk/eal/site.aspx?p=4452
- Aalborg:
- Randers: http://www.eadania.dk/uddannelser/tekniske+uddannelser/automationsteknolog Arkiveret 21. september 2013 hos  Wayback Machine